# Kolómenske (Crimea)
Kolómenske - Коломенське (ucraïnès) - és un poble de la República Autònoma de Crimea a Ucraïna, que el 2014 tenia 197 habitants. Pertany al districte rural de Sovetski.